# Lechytia
Lechytia (лат.) — род ложноскорпионов из подотряда Epiocheirata.
Более 20 видов во всех регионах мира.

## Описание
Мелкие ложноскорпионы (1—2 мм), малозаметные и поэтому слабоизученные. Они живут под корой деревьев, а также в дуплах деревьев, но они также были обнаружены в почве, подстилке или мхе, в пещерах на гуано летучих мышей и в гнёздах термитов. Lechytia sakagamii Morikawa, 1952 была собрана из гнезда альбатросов. Об этом виде сообщалось с ряда островов в Тихом океане, и предполагают, что он, вероятно, расселяется форетически на морских птицах и что его также переносили люди.
Для представителей Lechytiinae наиболее характерным диагностическим признаком является расположение трихоботрий eb и esb на хелальной дорсальной стороне пальп (у всех других Chthoniidae эти трихоботрии располагаются у основания фиксированного хелального пальца).
Представители распространены в большинстве регионов мира, особенно в тропических и субтропических зонах. Двенадцать видов известны из Америки (включая ископаемый), шесть из Африки, по одному из Турции и Австралии и шесть из Азии, включая Тихоокеанский регион.

## Классификация
Включает более 20 видов. Lechytia был впервые описан в 1892 году в подсемействе Chthoniinae. Позднее Lechytia был выделен Чемберлином (1929) в трибу Lechytiini, а затем подсемейство Lechytiinae (Morikawa 1960) в составе Chthoniidae и возведены в ранг отдельного семейства Харви (1992). В 2019 году они снова были снова понижены до уровня монотипического подсемейства.
В ископаемом состоянии семейство известно из олигоцена в доминиканском янтаре.
- Lechytia anatolica Beier, 1965 — Турция
- Lechytia arborea Muchmore, 1975 — Флорида, Техас
- Lechytia asiatica Redikorzev, 1938 — Вьетнам
- Lechytia cavicola Muchmore, 1973 — Мексика
- Lechytia chilensis Beier, 1964 — Чили
- Lechytia chthoniiformis (Balzan, 1887) — Южная Америка
- Lechytia delamarei Vitali-di Castro, 1984 — Гваделупа
- Lechytia dentata Mahnert, 1978 — Республика Конго
- Lechytia garambica Beier, 1972 — Демократическая Республика Конго
- Lechytia himalayana Beier, 1974 — Непал
- Lechytia hoffi Muchmore, 1975 — запад США
- Lechytia indica Murthy & Ananthakrishnan, 1977 — Индия
- Lechytia kuscheli Beier, 1957 — Хуан-Фернандес
- Lechytia leleupi Beier, 1959 — Демократическая Республика Конго
- Lechytia libita Harvey, 2006 — Квинсленд (Австралия)[7]
- Lechytia madrasica Sivaraman, 1980 — Индия
- Lechytia martiniquensis Vitali-di Castro, 1984 — Мартиника
- Lechytia maxima Beier, 1955 — Кения, Танзания
- Lechytia natalensis (Tullgren, 1907) — южная Африка
- Lechytia novaezealandiae Christophoryová & Krajčovičová, 2020 — Новая Зеландия[1]
- Lechytia sakagamii Morikawa, 1952 — Caroline Islands
- Lechytia serrulata Beier, 1955 — Демократическая Республика Конго
- Lechytia sini Muchmore, 1975 — Флорида, Техас
- † Lechytia tertiaria Schawaller, 1980 — доминиканский янтарь[8]
- Lechytia trinitatis Beier, 1970
- Lechytia yulongensis Zhang & Zhang, 2014 — Китай[3]